# Потапово (Покровське сільське поселення)
Потапово (рос. Потапово) — присілок Гагарінського району Смоленської області Росії. Входить до складу Покровського сільського поселення.
Населення — 10 осіб. 